# کشتی کانتینری کلاس اکسپلورر
کشتی کانتینری کلاس اکسپلورر (به انگلیسی: Explorer-class container ship) یک کلاس از کشتی است که طول آن ۳۶۵–۳۹۶ متر (۱٬۱۹۸–۱٬۲۹۹ فوت) می‌باشد.